# Eximia
Eximia is een kevergeslacht uit de familie van de boktorren (Cerambycidae). De wetenschappelijke naam van het geslacht werd voor het eerst geldig gepubliceerd in 1894 door Jordan.

## Soorten
Eximia omvat de volgende soorten:
- Eximia colorata (Quedenfeldt, 1882)
- Eximia finitima Schmidt, 1922
- Eximia sinuaticolle (Thomson, 1858)
- Eximia suturalis (Hintz, 1919)